# Franciscanessenklooster (Sas van Gent)

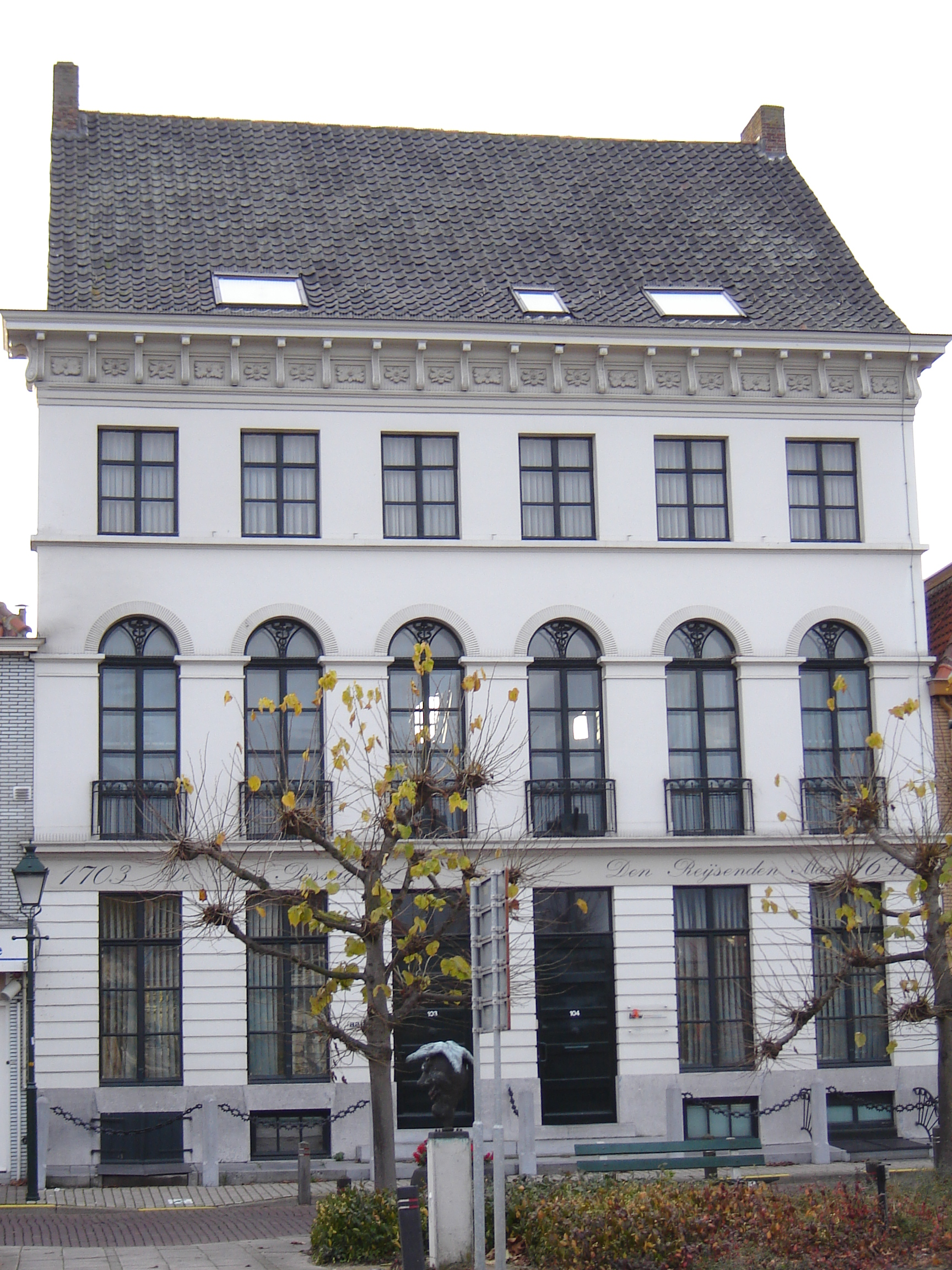
Oude Franciscanessenklooster

Het voormalig Franciscanessenklooster is een gebouw in de tot de Zeeuwse gemeente Terneuzen, gelegen aan Westkade 103-104.

## Geschiedenis
Het betreft een dubbel woonhuis, waarvan het rechterdeel uit 1671 en het linkerdeel uit 1703 stamt. Kort na 1830 werd de huidige neoclassicistische voorgevel gebouwd. In 1862 werd het pand door Joannes Bernardus (Jan) de Meijer (1774-1861) en zijn echtgenote Joanna Maria de Letter (1780-1862) vermaakt aan de parochie, welke er in 1863 een klooster van de zusters Franciscanessen in vestigde. In 1865 kwamen de eerste zusters aan vanuit Roosendaal. Zij begonnen een bewaarschool en een school voor handwerken. In 1897 gingen ze naar een nieuw pand, gelegen aan Kloosterlaan 2, ontworpen door Piet van Genk. Het eerdere pand stond voortaan bekend als Het oude klooster.
Het woonhuis is geklasseerd als rijksmonument.